# Trinectes microphthalmus
Trinectes microphthalmus is een straalvinnige vissensoort uit de familie van Amerikaanse tongen (Achiridae). De wetenschappelijke naam van de soort is voor het eerst geldig gepubliceerd in 1928 door Chabanaud.